# Baricentro (gruppo musicale)
I Baricentro o il Baricentro furono un gruppo originario di  Monopoli (Bari). I suoi componenti erano: Francesco Boccuzzi (tastiere, chitarra, percussioni), Vanni Boccuzzi (tastiere, percussioni), Tonio Napoletano (basso, percussioni) e Piero Mangini (batteria, percussioni).

## Storia
I Baricentro nacquero dagli ex membri del gruppo Festa Mobile: dopo aver pubblicato due album per conto della EMI nel 1976 e 1978, il gruppo si sciolse.
Il gruppo si riformò come trio, per poco tempo, nel 1983 producendo il singolo Tittle tattle che riscosse un grande successo negli Stati Uniti, in Europa (Germania, Austria, Svizzera, Finlandia, Irlanda) e in Cina (Hong Kong).

## Discografia
I due dischi furono pubblicati sotto forma di LP, dalla etichetta EMI Italiana.
- Sconcerto (1976)
- Trusciant (1978)
- Tittle tattle (1983)